# Cuilo
Cuilo es un localidad y municipio de la provincia de Lunda Norte en Angola. En julio de 2018 tenía una población estimada de 23 680 habitantes.
Se encuentra ubicado al noreste del país, entre el curso alto del río Kwango, al oeste, y el río Kasai, al este, y cerca de la frontera con República Democrática del Congo.